# Palazzo Minerbetti
A Palazzo Minerbetti (Via Tornabuoni 3.) egy firenzei palota.

## Története
A palota a 12. század végén, 13. század elején épült a Bambeni család számára. A 15. század elején a Minerbetti család vásárolta meg, akiket rokoni szálak kötöttek Canterbury Becket Szent Tamáshoz. Az épületet az 1730-as években építették át a mai formájára. 1761-ben Pier Giovanni Fabbroni vezetésével épült meg a kápolnája, melyet Becket Szent Tamásnak szenteltek. 1771-ben a Minerbetti család kihalásával a palota a Santini majd a luccai Buonvisi Montecatini család tulajdonába került. A 19. században lakóházzá alakították át.

## Leírása
A palota késő reneszánsz stílusjegyeket mutat. Az egyszerű homlokzat 14. századi. Az ablakok kereti a 19. században épültek.